# 木下菜月
木下 菜月（きのした なつき、2002年10月16日 - ）は、日本の女子バスケットボール選手である。ポジションはポイントガード。Wリーグのアイシン ウィングス所属。

## 来歴
大分県出身。
中津北高校から日本経済大学に進み、インカレ4位を経験。
2024年11月、アイシン ウィングスにアーリーエントリー登録される。
2025年ワールドユニバーシティゲームズ日本代表候補にも選ばれている。